# Илие, Матей (футболист)
Ма́тей Кри́стиан И́лие (рум. Matei Kristian Ilie; 11 декабря 2002, Пьятра-Нямц) — румынский футболист, защитник клуба «ЧФР».

## Биография
Матей Илие родился в Румынии, но заниматься футболом начал в Италии. На молодёжном уровне он играл за команды «Про Сесто» и «Падова». 10 сентября 2022 года Матей дебютировал в итальянской Серии С в первой команде «Падовы» в поединке против «Виченцы».
Отыграв в Италии один сезон, в 2023 году Илие вернулся в Румынию, где присоединился к клубу ЧФР. И 8 октября 2023 года в матче против столичного «Динамо» Илие дебютировал в чемпионате Румынии.